# Warburg Pincus
Warburg Pincus, LLC è un'impresa statunitense multinazionale di private equity con uffici negli Stati Uniti, in Europa, Brasile, Cina e India fondata nel 1966.
la società ha oggi, approssimativamente 35 miliardi di dollari in beni sotto gestione ed investe nel settore, consumer, industriale, dei servizi, energetico, dei servizi finanziari, dell'assistenza sanitaria, tecnologia, media e telecomunicazioni e nel settore immobiliare.
Warburg Pincus ha cresciuto 13 fondi di private equity che hanno investito in più di 45 miliardi di dollari in oltre 675 imprese, in più di 35 paesi.
Gli investimenti di Warburg Pincus nel settore IT comprendono: Avaya, BEA Systems, Bharti Tele-Ventures, Cassatt, Harbour Networks, NeuStar, PayScale, Systinet, Telcordia and VERITAS Software, Systinet, Telcordia and VERITAS Software.